# Living Things World Tour
Living Things World Tour bylo osmé koncertní turné americké rockové skupiny Linkin Park. Zahájeno bylo na podporu pátého studiového alba Living Things (2012). Oznámeno bylo v dubnu 2012 prostřednictvím teaseru zveřejněného po vydání traileru k 11. ročníku Honda Civic Tour skupin Linkin Park a Incubus. Turné bylo oficiálně oznámeno v průběhu tohoto turné. Jeho první oficiální část pod názvem Living Things South American Tour začala 14. září 2012 v Mexico City a skončila 12. října 2012 v Porto Alegre. 

## Obsazení
- Chester Bennington – zpěv, rytmická kytara, doprovodné vokály
- Brad Delson – sólová kytara, doprovodné vokály, klávesy
- Rob Bourdon – bicí, perkuse
- Mike Shinoda – zpěv, rap, rytmická kytara, klávesy, samplery, doprovodné vokály
- Joe Hahn – DJ, samplery, gramofony, syntezátor
- Dave Farrell – basová kytara, doprovodné vokály

## Ostatní účinkující
- Vetamadre (Buenos Aires)
- Charlie Brown Jr. (São Paulo)
- Reação em Cadeia (Porto Alegre)
- Kongos (Jihoafrická republika)
- Stone Sour (Austrálie a Nový Zéland)

## Seznam skladeb
1. "Tinfoil"
2. "Faint"
3. "Papercut"
4. "Given Up"
5. "With You"
6. "Somewhere I Belong"
7. "In My Remains"
8. "New Divide"
9. "Victimized" / "QWERTY"
10. "Points of Authority"
11. "Lies Greed Misery"
12. "Waiting for the End"
13. "Breaking the Habit"
14. Medley: "Leave Out All the Rest" / "Shadow of the Day" / "Iridescent"
15. "The Catalyst"
16. "Lost in the Echo"
17. "Numb/Encore"
18. "What I've Done"
19. "One Step Closer"

#### Encore
1. "Burn It Down"
2. "In the End"
3. "Bleed It Out"

## Termíny turné
| Datum                   | Město               | Země                  | Místo konání                     |
| Evropa                  | Evropa              | Evropa                | Evropa                           |
| ----------------------- | ------------------- | --------------------- | -------------------------------- |
| 26. května 2012         | Lisabon             | Portugalsko           | Bela Vista Park                  |
| 27. května 2012         | Landgraaf           | Nizozemsko            | Megaland                         |
| 30. května 2012         | Skive               | Dánsko                | Strandtangen                     |
| 1. června 2012          | Nürburg             | Německo               | Nürburgring                      |
| 3. června 2012          | Norimberk           | Německo               | Zeppelinfeld                     |
| 5. června 2012          | Berlín              | Německo               | Admiralspalast                   |
| 6. června 2012          | Bukurešť            | Rumunsko              | Romexpo                          |
| 8. června 2012          | Nickelsdorf         | Rakousko              | Pannonia Fields II               |
| 9. června 2012          | Varšava             | Polsko                | Pepsi Arena                      |
| 10. června 2012         | Moskva              | Rusko                 | Letiště Moskva-Tušino            |
| 12. června 2012         | Oděsa               | Ukrajina              | Chornomorets Stadium             |
| 14. června 2012         | Saint Petersburg    | Rusko                 | SKK Arena                        |
| Latinská Amerika        |                     |                       |                                  |
| 14. září 2012           | Mexico City         | Mexiko                | Arena Ciudad de México           |
| 5. října 2012           | Buenos Aires        | Argentina             | Estadio G.E.B.A.                 |
| 7. října 2012           | São Paulo           | Brazílie              | Arena Anhembi                    |
| 8. října 2012           | Rio de Janeiro      | Brazílie              | Citibank Hall                    |
| 10. října 2012          | Rio de Janeiro      | Brazílie              | Citibank Hall                    |
| 12. října 2012          | Porto Alegre        | Brazílie              | Gigantinho                       |
| Jižní Afrika            |                     |                       |                                  |
| 7. listopadu 2012       | Kapské město        | Jihoafrická republika | Cape Town Stadium                |
| 10. listopadu 2012      | Johannesburg        | Jihoafrická republika | FNB Stadium                      |
| Austrálie a Nový Zéland |                     |                       |                                  |
| 21. února 2013          | Auckland            | Nový Zéland           | Vector Arena                     |
| 23. února 2013          | Bowen Hills         | Austrálie             | Brisbane Exhibition Ground       |
| 24. února 2013          | Sydney Olympic Park | Austrálie             | ANZ Stadium                      |
| 26. února 2013          | Darling Harbour     | Austrálie             | Sydney Entertainment Centre      |
| 2. února 2013           | Melbourne           | Austrálie             | Rod Laver Arena                  |
| 1. března 2013          | Flemington          | Austrálie             | Flemington Racecourse            |
| 2. března 2013          | Adelaide            | Austrálie             | Bonython Park                    |
| 4. března 2013          | Claremont           | Austrálie             | Claremont Showground             |
| Asie                    |                     |                       |                                  |
| 10. srpna 2013          | Čiba                | Japonsko              | Chiba Marine Stadium             |
| 11. srpna 2013          | Osaka               | Japonsko              | Maishima Summer Sonic Site Osaka |
| 13. srpna 2013          | Pasay               | Filipíny              | Mall of Asia Arena               |
| 15. srpna 2013          | Čch’-lie-ťiao       | Hongkong              | AsiaWorld-Arena                  |
| 17. srpna 2013          | Tchaj-pej           | Tchaj-wan             | Taipei Arena                     |
| 19. srpna 2013          | Kuala Lumpur        | Malajsie              | Stadium Nasional Bukit Jalil     |